# 도요사카정
도요사카정(일본어: 豊栄町)은 일본 히로시마현 가모군의 중앙부에 있던 정이다.  현재의 히가시히로시마시에 해당한다.
2005년 2월 7일, 구로세정·고치정·후쿠토미정· 도요타군 아키쓰정과 함께 히가시히로시마시에 편입되어 소멸하였다. 

## 역사
- 1944년 4월 1일 -  2촌이 대등합병해 도요사카촌이 되었다.
- 1949년 4월 1일 - 정으로 승격해 도요사카정이 되었다.
- 2005년 2월 7일 - 구로세정·고치정·후쿠토미정· 도요타군 아키쓰정과 함께 히가시히로시마시에 편입되어 소멸하였다.

## 교통

### 도로
- 국도 제375호선 (일본)(일본어판)
- 국도 제486호선 (일본)(일본어판)